# Peridroma cinctipennis
Peridroma cinctipennis là một loài bướm đêm thuộc họ Noctuidae. Nó là loài đặc hữu của Kauai, Oahu, Molokai, Maui và Hawaii.
Ấu trùng ăn các loài Aleurites moluccana, Cheirodendron, various cỏ, Lythrum, mango, Metrosideros, Pittosporum, Sonchus và Wikstroemia.

## Phụ loài
- Peridroma cinctipennis cinctipennis (Kauai, Oahu, Molokai, Maui, Hawaii)
- Peridroma cinctipennis albistigma (Warren, 1912) (Oahu)